# Сохаг (губернаторство)
Сога́ґ (араб. سوهاج) — губернаторство (мухафаза) в Арабській Республіці Єгипет. Адміністративний центр — місто Согаґ.
Населення — 3 747 289 осіб (2006).

## Найбільші міста
| №  | Місто        | Населення, осіб (2006) |
| -- | ------------ | ---------------------- |
| 1  | Согаґ        | 190 132                |
| 2  | Ґірґа        | 102 597                |
| 3  | Ахмім        | 101 509                |
| 4  | Тагта        | 85 528                 |
| 5  | Тіма         | 67 443                 |
| 6  | Ель-Манша    | 65 484                 |
| 7  | Ель-Бальяна  | 46 997                 |
| 8  | Джугайна     | 46 768                 |
| 9  | Ель-Марага   | 38 393                 |
| 10 | Дар-ес-Салам | 31 736                 |
| 11 | Сакульта     | 21 695                 |

## Відомі люди, уродженці
- Ріфаа Ет-Тахтаві — письменник, перекладач
- Гамаль аль-Гітані — письменник, журналіст

| Прапор Єгипту | Це незавершена стаття про Єгипет. Ви можете допомогти проєкту, виправивши або дописавши її. |